# Fender Jazz Bass
Jazz Bass byl druhý model baskytary z dílny Leo Fendera. Baskytara byla poprvé představena v roce 1960 jako „Deluxe Model“, poté byla přejmenována na Jazz Bass, protože Fender cítil, že její krk s upraveným designem oproti Precision Bass, který se znatelněji zužuje a je kulatější, více osloví jazzové muzikanty. Od Precision Bass se liší i tím, že její tón je jasnější a bohatší ve středech a výškách s menším důrazem na základní frekvenci.
Jazz Bass je osazena dvěma snímači single coil. Má obvykle tři potenciometry (na rozdíl od dvou na Fender Precision Bass), dva ovládají hlasitost jednotlivých snímačů, třetí slouží jako tónová clona. Modely s aktivní elektronikou mají čtyři potenciometry (výstupní jack je u těchto nástrojů na spodní hraně). Na některých modelech vyráběných po roce 2003 je jeden z potenciometrů vybaven přepínačem označovaným jako „S-1 Switch“, jenž umožňuje přepínání mezi standardním (paralelním) zapojením snímačů a sériovým zapojením. Jsou-li snímače zapojeny sériově, pracují oba jako jeden celek s jedním ovládáním hlasitosti, čímž přibližují zvuk modelu Precision.
Jazz Bass má teplý, hutný zvuk bez přílišného punche slyšitelného u modelu Precission. To jej činí ideálním nástrojem pro hraní prsty místo trsátka. Zvuk bezpražcového Jazz Bassu se stal klasikou v jazz fusion díky basistovi Jaco Pastoriovi. Jazz Bass používají (používali) slavní baskytaristé, jako například John Paul Jones, Noel Redding, John Entwistle, Tim Commerford, D'arcy Wretzky, Flea, Frank Bello, Fedor Frešo, Adam Clayton, John Deacon, Paul McCartney, Marcus Miller a mnoho dalších.